# Sainte-Marthe-sur-le-Lac
Sainte-Marthe-sur-le-Lac ist eine Gemeinde im Südwesten der kanadischen Provinz Québec. Sie liegt in der Verwaltungsregion Laurentides, rund 30 km westlich von Montreal. Sainte-Marthe-sur-le-Lac gehört zur regionalen Grafschaftsgemeinde (municipalité régionale du comté) Deux-Montagnes, hat eine Fläche von 8,75 km² und zählt 18.074 Einwohner (Stand: 2016).

## Geographie
Sainte-Marthe-sur-le-Lac liegt am Nordufer des Lac des Deux Montagnes, der zum Mündungsbereich des Ottawa gehört. Nachbargemeinden sind Pointe-Calumet im Südwesten, Saint-Joseph-du-Lac im Westen, Saint-Eustache im Norden, Deux-Montagnes im Osten und der Montrealer Stadtbezirk L’Île-Bizard–Sainte-Geneviève im Süden (auf der gegenüberliegenden Seite des Lac des Deux Montagnes).

## Geschichte
Benannt ist der Ort nach der Heiligen Martha von Bethanien, das Suffix „sur-le-Lac“ bezieht sich auf die Lage am Seeufer. Bis in die 1950er Jahre war das spätere Stadtgebiet weitgehend unbewohnt. 1956 wurde die Pfarrgemeinde gegründet, vier Jahre später folgte die Gründung der Zivilgemeinde durch eine Gebietsabtretung der benachbarten Gemeinde Saint-Eustache. 1973 erhielt das rasch wachsende Sainte-Marthe-sur-le-Lac den Stadtstatus. Allein zwischen 2001 und 2011 verdoppelte sich die Einwohnerzahl.
In Sainte-Marthe-sur-le-Lac befindet sich ein Kloster der Congrégation de Solesmes.

## Bevölkerung
Gemäß der Volkszählung 2011 zählte Sainte-Marthe-sur-le-Lac 15.689 Einwohner, was einer Bevölkerungsdichte von 1685,2 Einw./km² entspricht. 90,1 % der Bevölkerung gaben Französisch als Hauptsprache an, der Anteil des Englischen betrug 5,1 %. Als zweisprachig (Französisch und Englisch) bezeichneten sich 0,8 %, auf andere Sprachen und Mehrfachantworten entfielen 4,0 %. Ausschließlich Französisch sprachen 50,9 %. Im Jahr 2001 waren 93,4 % der Bevölkerung römisch-katholisch, 2,4 % protestantisch und 3,3 % konfessionslos.

## Verkehr
Der Ort wird durch die Hauptstraße 344 erschlossen. Darüber hinaus verläuft die Autoroute 640 nördlich des Ortes in Richtung Repentigny. Zwei Buslinien verbinden Sainte-Marthe-sur-le-Lac mit dem Bahnhof von Deux-Montagnes, wo Anschluss an die exo-Vorortszüge nach Montreal besteht (ab 2024 an das Réseau express métropolitain).